# Hornopirén nationalpark

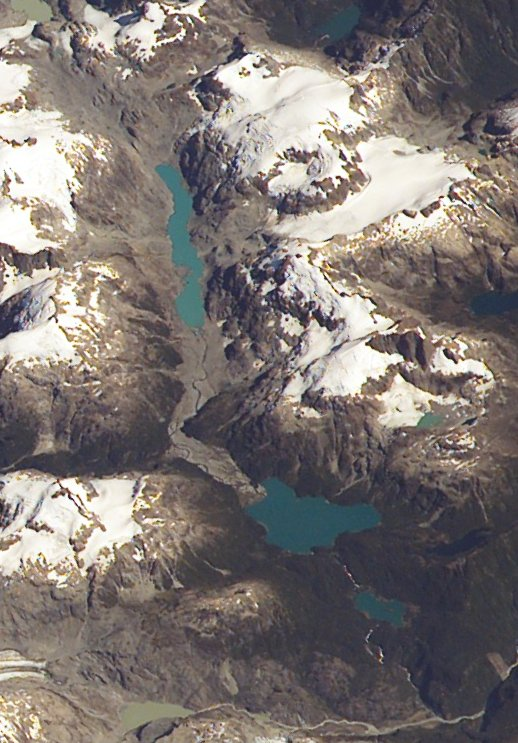
Lago Inexplorado.

Hornopirén nationalpark (spanska: Parque nacional Hornopirén) ligger i Anderna, i Provincia de Palena i Chiles Región de Los Lagos, även känd som Region X. I parken finns 482 km2 av klippiga berg och oförstörda Valdivianska tempererade regnskogar. Denna nationalpark gränsar mot den norra delen av Pumalin Park. Carretera Austral passerar nära parken. I närheten av parken ligger vulkanerna Hornopirén och Monte Yate.

## Geografi
Parken är en del av bergskedjan Anderna. Där finns 22 hektar berg, glaciärer och vulkaner. Parken domineras av berg som karvats ut av glaciärer och aktiva vulkaner. Här finns glaciärer som omfattar ett område av 30 km2. Toppen på vulkanen Yate sträcker sig 2187 meter över havet och toppen på vulkanen Hornopirén står 1572 meter över havet. Från Yatevulkanens sydsluttning, 1500 meter över havet finns en panoramautsikt över bergen och skogarna i parken, inklusive full utsikt över sjön och även fjorden Pinto Concha Hornopirén.

## Vattensamlingar
Nationalparkens tre viktigaste vattensamlingar är Lago General Pinto Concha på 4,4 km2, Lago Cabrera på 1,55 km2 och Lago Inexplorado på 1,5 km2. Pinto Concha är parkens mest besökta attraktionen.  Det finns sex stora floder i parken. Lago Inexplorado är en av en serie av paternostersjöar som utgör en del av Río Blancos avrinningsområde. De nämnda sjöarna kännetecknas av distinkta blå och gröna nyanser, på grund av att stenmjöl sprids ut i deras vatten och ger floden ett mjölkaktigt utseende. Río Negro är ett annat viktigt flodsystem i parken.

## Skogar
Vattensamlingarna är omgivna helt eller delvis av tusenåriga cypressväxter även kända som lärkskogar. Cypressväxterna är de näst äldsta trädarterna på jorden. Där finns Fitzroyaträd i nästan rena bestånd. De orörda lärkskogarna täcker ett område på cirka 97,41 km2, vilket utgör cirka 35 procent av parkens växtlighet. 

## Biologi
Parken har omkring 25 däggdjursarter, inklusive infödda samt exotiska arter. Bland dem finns puma, kodkod, liten grison, pampasräv, mink, sumpbäver, puduhjortar och chilenska Huemul. Parken är hemvist för 18 hotade arter.

## Administration
Parken administreras av CONAF i staden Hornopirén på det centrala torget och alla resor till skogen börjar här. Att gå in i parken är gratis. En del av parken kan nås med motorfordon, medan andra delar bara kan nås genom att gå. Det finns två bussbolag som kör mellan Puerto Montt och Hornopirén nationalpark. Resan tar cirka fem timmar. Ett skydd finns i parken som endast får användas av CONAF:s resenärer. Skyddet finns på den sydvästra sidan av sjön Pinto Concha och ger information till turister under sommarmånaderna. Där finns en utsedd camping, men inga tjänster finns tillhands. Ingen grill eller dricksvatten finns tillgängliga. Lägereldar i och runt parken är olagliga.

## Stigar
I parken finns två officiella stigar som underhålls.

## Klimat
Området har mellan 50 och 150 frostdagar om året. Genomsnittlig nederbörd är 2500 mm och kan ibland vara 4000 mm. Temperaturen fluktuerar mellan 9°C och 12°C. Parken är stängd för allmänheten mellan juli och november på grund av att snö och is ackumuleras till över ett meter tjockt lager i rekreationsområdet.